# Aleksander Dalewski
Aleksander Dalewski herbu Krucini (ur. 12 stycznia 1827 w Kunkułce (powiat lidzki), zm. 14 kwietnia 1862 w Wilnie) – polski działacz patriotyczny, konspirator w Wilnie, zesłaniec.

## Życiorys
Uczył się w wileńskiej szkole powiatowej, a później w gimnazjum w Wilnie (1844–1846), którego nie ukończył. Pracował jako nauczyciel. 
Wraz z bratem Franciszkiem stworzył w 1846 roku tajną organizację młodzieży polskiej w Wilnie o nazwie „Związek Bratni” (tzw. „spisek braci Dalewskich”). W 1849 roku został aresztowany i osadzony w więzieniu podominikańskim w Wilnie, a następnie skazany na 10 lat ciężkich robót. Odbywał katorgę w Nerczyńsku. W 1858 roku wrócił do Wilna na mocy amnestii.

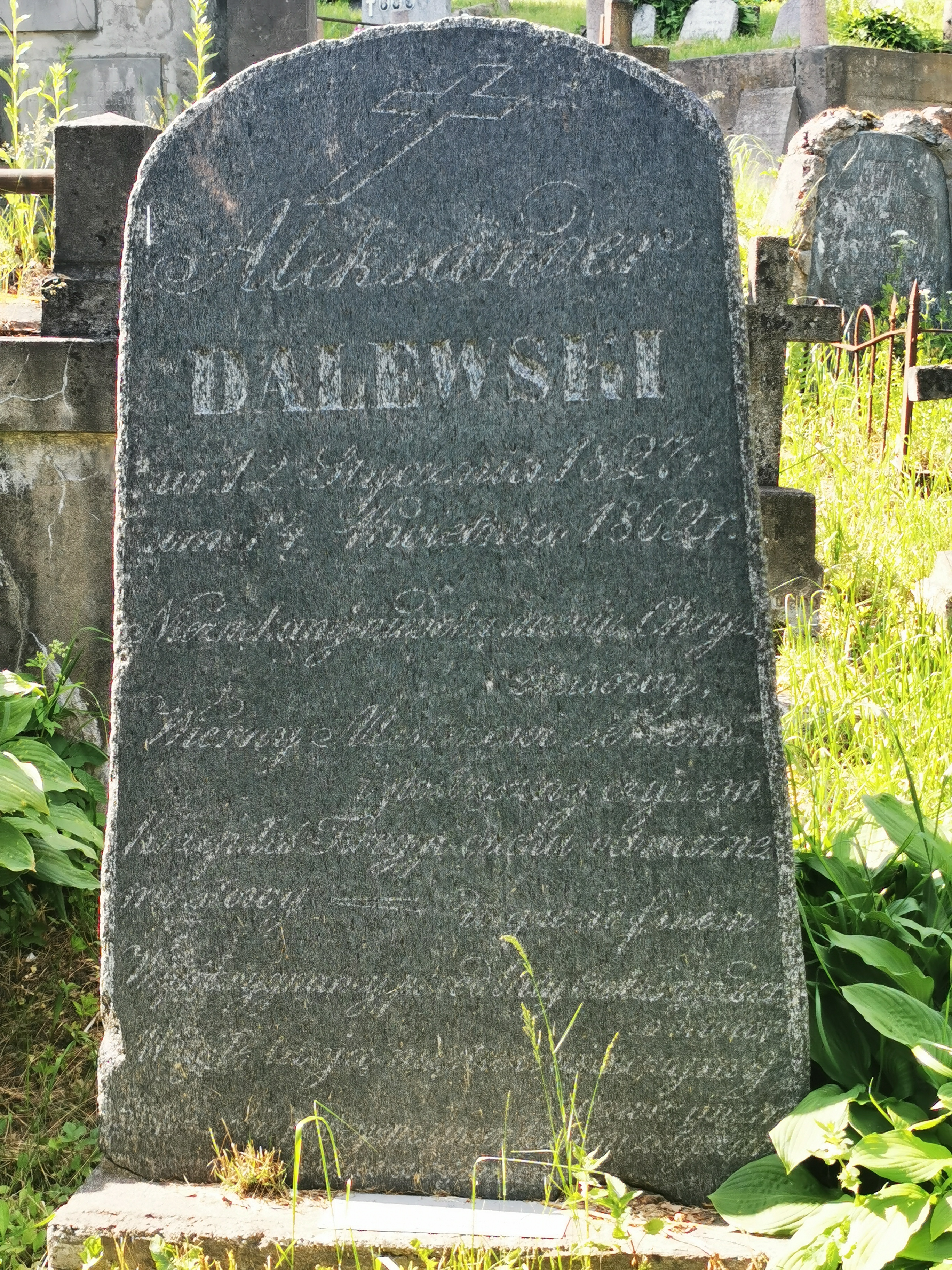
Grobowiec Aleksandra Dalewskiego na cmentarzu Na Rossie

Został pochowany na cmentarzu Na Rossie w Wilnie.

## Rodzina
Ojciec Aleksandra, Dominik Antoni Dalewski był dwukrotnie żonaty. Córką Dominika z pierwszego małżeństwa była Apolonia Dalewska, późniejsza żona Zygmunta Sierakowskiego.
Aleksander Dalewski był synem Dominika Antoniego i drugiej jego żony, Dominiki z Narkiewiczów. Był jednym z ośmiorga ich dzieci. Jego rodzeństwo z tego małżeństwa to:
- Franciszek (1825–1904)
- Tekla, późniejsza żona Ludwika Jenikego (1818–1903)
- Konstanty (1835–1871)
- Tytus (1841–1864)
- Zuzanna
- Ksawera (1845–1900)[1]
- Józefa.